# Albert Halley
Albert Halley (* 1843; † 1920 in Duisburg) war ein deutscher Verwaltungs- und Ministerialbeamter.

## Leben
Halley studierte an der Rheinischen Friedrich-Wilhelms-Universität Bonn Rechtswissenschaft. 1862 wurde er Mitglied des Corps Saxonia Bonn. Nach dem Studium trat er in den preußischen Staatsdienst ein. 1869 wurde er Regierungsassessor. 1870 wechselte er zur Verwaltung im Reichsland Elsaß-Lothringen. Von 1872 bis 1873 war er Kreisdirektor des Kreises Erstein, von 1874 bis 1882 des Kreises Altkirch und von 1882 bis 1884 des Kreises Zabern. 1884 wechselte er zunächst als Hilfsarbeiter, dann als Ministerialrat in die Abteilung des Innern des Ministeriums für Elsaß-Lothringen. Er war ständiger Kommissar zum Bundesrat für Elsaß-Lothringen. Ab 1897 war er zudem im Nebenamt stellvertretender Bevollmächtigter Preußens und Braunschweigs zum Bundesrat. 1908 wurde er pensioniert. Zuletzt lebte er in Kempen.

## Auszeichnungen
- Wirklicher Geheimer Oberregierungsrat
- Kaiserlicher Wirklicher Geheimer Rat
- Exzellenz (Titel)